# Cap Le Moine
Cap Le Moine est une communauté acadienne sur la route 19 dans le comté d'Inverness au Cap-Breton.